# Christian Steiner (Geograph)
Christian Steiner (* 1973 in Rüsselsheim) ist ein deutscher Geograph.

## Leben
Nach dem Studium (1995–2002) der Geographie (Diplom) mit den Nebenfächern Politikwissenschaften und Öffentliches Recht an der Universität Mainz war er von 2004 bis 2010 wissenschaftlicher Mitarbeiter und Lehrbeauftragter am dortigen Geographischen Institut. Nach der Promotion 2008 (Dr. rer. nat.) an der Johannes Gutenberg-Universität Mainz war er von 2011 bis 2012 wissenschaftlicher Mitarbeiter am Institut für Humangeographie der Goethe-Universität. Nach der Habilitation 2013 für das Fach Geographie in Frankfurt am Main ist er seit 2016 W3-Professor für Humangeographie an der Mathematisch-Geographischen Fakultät der Katholischen Universität Eichstätt-Ingolstadt.

## Schriften (Auswahl)
- Tourismuskrisen und organisationales Lernen. Akteursstrategien in der Hotelwirtschaft der Arabischen Welt. Eine pragmatische Geographie. Bielefeld 2009, ISBN 978-3-8376-1109-0.
- Pragmatismus – Umwelt – Raum. Potenziale des Pragmatismus für eine transdisziplinäre Geographie der Mitwelt. Stuttgart 2014, ISBN 3-515-10878-5.